# Nicolás Orellana
Nicolás Iván Orellana Acuña (Quillota, Chile, 3 de septiembre de 1995) es un futbolista profesional chileno que se desempeña como delantero y actualmente milita en el club Audax Italiano de la Primera División de Chile.

## Trayectoria

### Colo-Colo (2012-2015)

#### Temporada 2012
Debutó profesionalmente en el primer equipo albo el 3 de octubre de 2012 a la edad de 17 años, reemplazando a José Pedro Fuenzalida a los 71' de juego en un encuentro válido por la Copa Chile 2012-13, disputado contra Barnechea en el Estadio Monumental, y que culminó con un empate a cinco goles.

#### Temporada 2013/14
El 5 de enero de 2014, hizo su segunda aparición en Colo-Colo, debutando en Primera División frente a Audax Italiano, partido en el cual reemplazó a Emiliano Vecchio a los 84', en lo que fue el primer encuentro del conjunto albo en el Clausura 2014. Finalmente, el Cacique se consagró campeón del certamen, donde el jugador disputó tres partidos, sumando escasos 24 minutos en cancha.

#### Temporada 2014/15
Durante la Copa Chile 2014-15, vio acción en tres compromisos, siendo titular el día 23 de septiembre de 2014 en la derrota 3 a 0 en condición de visitante ante Universidad de Concepción por la Fecha 6 del Grupo 5, resultado que dejó a Colo-Colo eliminado del certamen.
El 4 de enero de 2015, volvió a disputar un encuentro válido por el torneo nacional luego de prácticamente un año, haciendo su cuarta aparición en Primera División tras ingresar al minuto 84 de juego en reemplazo de Claudio Maldonado en la derrota 0 a 1 ante San Marcos de Arica, por la Fecha 1 del Clausura 2015.

### San Marcos de Arica (2015-2016)
En junio de 2015, se confirma su préstamo a San Marcos de Arica para afrontar la temporada 2015-16 de Primera División. Durante su estadía en el club ariqueño, disputó 36 encuentros y anotó 6 goles, teniendo una campaña bastante regular en el equipo dirigido por Emiliano Astorga.
Marcó su primer gol con los ariqueños el 25 de julio de 2015 por la primera fecha del Torneo de Apertura en el duelo contra Santiago Wanderers en el Estadio Elías Figueroa Brander de Valparaíso, anotando el uno a uno agónico sobre el final del partido rescatando un empate desde la ciudad porteña, luego volvería a marcar por la sexta fecha en la goleada por 4 a 1 sobre Universidad de Concepción de local y en la undécima jornada en el 1-1 contra Unión Española también de local en el Estadio Carlos Dittborn de Arica. Finalmente su equipo terminó en el décimo lugar de la tabla realizando una irregular campaña.
Ya para el Torneo de Clausura 2016 harían una desastrosa campaña finalizando en el penúltimo lugar y para peor perderían la categoría al terminar 15° de 16 en la tabla acumulada (descendían los dos últimos) tras el polémico empate a uno entre Deportes Antofagasta y San Luis de Quillota. El ariete cedido por Colo-Colo marcaría dos goles en el Clausura, en la igualdad uno a uno contra Huachipato en el Estadio CAP por la octava jornada y en la fecha 12 contra el campeón la Universidad Católica triunfo por 3-2 del conjunto del norte.

### Everton (2016-2017)
Pese a su buena temporada en San Marcos de Arica, no fue considerado por Pablo Guede, por lo que, en junio de 2016, fue enviado a préstamo a Everton de Viña del Mar por un año, en busca de seguir sumando minutos y experiencia en Primera División. Poco a poco se iría consolidando como titular en el equipo dirigido por Héctor Tapia, quien lo tuvo como jugador en Colo-Colo y unos meses después con Pablo Sánchez sería titular indiscutido en su esquema.
Debutó con el cuadro viñamarino el 13 de julio del mismo año por la Primera Fase de la Copa Chile 2016 ingresando al minuto sesenta y seis por Jorge Romo jugando 24 minutos en el triunfo por 3-1 sobre Unión San Felipe en el Estadio Municipal de San Felipe. Su debut en el torneo local se produjo el 31 de julio por la primera jornada del Torneo de Apertura contra Deportes Iquique, siendo titular en la derrota 3-1 y saliendo en el entretiempo por Romo. Su equipo realizaría una horrenda campaña en el campeonato terminando antepenúltimo, el ariete jugaría 9 encuentros siendo titular en cuatro sin marcar y jugando 503 minutos. Mientras que en la Copa Chile sería todo lo contrario su equipo llegaría a la final perdiendo con Colo Colo por 4-0, debido a esto clasificó para la Copa Sudamericana 2017.
Para el Torneo de Clausura 2017 sería titular en los doce partidos que jugó, marcando tres goles. Realizando una campaña más regular al terminar en el décimo lugar de la tabla con 21 puntos en 15 jornadas. Su primer gol del torneo y como "ruletero" lo marco el 4 de febrero de 2017 en el triunfo por 2-0 sobre Deportes Antofagasta encuentro válido por la primera fecha del torneo nacional, volvería a marcar en la jornada siguiente en el triunfo por 2-1 la Universidad Católica. Y marcaría su tercer y último gol por la jornada 12 en el triunfo por 2-1 sobre Unión Española.
Debutó a nivel internacional el 5 de abril de 2017 contra Patriotas en el Estadio Sausalito de Viña del Mar por la Primera fase de la Copa Sudamericana, el cuadro chileno ganaría por la cuenta mínima con gol de Maximiliano Cerato, Orellana jugó de titular hasta el minuto 67 saliendo por Franco Ragusa. La vuelta se jugó casi dos meses después el 30 de mayo en el Estadio La Independencia de Tunja en Colombia donde el conjunto cafetalero ganó por el mismo marcador llevando todos a penales donde serían eliminados tras caer por 4 a 3.
Disputó 32 encuentros en el elenco viñamarino y anotó 3 goles, llegando a una final de Copa Chile en 2016 y debutando a nivel internacional al jugar dos compromisos válidos por la Copa Sudamericana 2017.

### Regreso a Colo Colo (2017-2018)
Luego de dos temporadas a préstamo, y tras una serie de especulaciones en torno a su futuro profesional, en agosto de 2017 se confirmó su regreso al club que lo formó como futbolista, con el objetivo de ganarse un puesto en el ataque del cuadro colocolino y pelear por el título en el Torneo de Transición.
Hizo su estreno en el torneo el día 19 de agosto de 2017, en la derrota colocolina 1 a 2 en condición de local ante Universidad de Concepción. En dicho encuentro, ingresó en el entretiempo en reemplazo de Gabriel Suazo, anotando el 1 a 1 parcial a los 46' de partido, tras apenas un minuto en cancha, luego de aprovechar un error en la zaga penquista. Posteriormente, fue titular en la victoria alba 4 a 1 en el Superclásico ante Universidad de Chile y, más tarde, en el empate a 1 ante Deportes Iquique. En la última fecha del campeonato, anotó el 3 a 0 definitivo sobre Huachipato cerrando la goleada alba y bajando la estrella número 32 para Colo-Colo.
Por dicho Torneo de Transición jugó 7 encuentros (dos de titular), marcando 2 goles y estando 231 minutos en cancha.
El 30 de junio de 2018 se terminó su contrato con el club albo.

### Universidad de Concepción (2019-presente)
Tras quedar sin club, Orellana ficha por la Universidad de Concepción el 18 de julio, sin embargo el artículo 16 de las bases del torneo de Primera División prohibió a los clubes incluir en la planilla de juego a jugadores que hubieren disputado uno o más partidos por otro club en el campeonato. En el mismo artículo, en tanto, se hace el alcance de que podrán cambiar de club los jugadores que "solo hubieren participado" por otro club en la primera rueda, por lo que Orellana no llegó al club hasta el 11 de enero de 2019 donde fue oficializado por el club.
El jugador debutó con el campanil el 16 de febrero ante Everton de Viña del Mar reemplazando en el minuto 46 a José Huentelaf, donde la U de Conce empató 0 a 0. A nivel internacional, está disputando la Copa Libertadores 2019 donde debutó el 6 de marzo ante el campeón peruano Sporting Cristal, donde Orellana marcaría el tercer gol de la histórica victoria por 5 a 4 ante los peruanos, lo que significó el primer gol de Orellana en competencias internacionales y la primera victoria del Campanil en torneos internacionales.
El 12 de marzo, jugó de visitante ante el histórico campeón de Paraguay, Olimpia, quien además había salido campeón de la Copa Libertadores de América en tres ocasiones. Orellana marcó el histórico empate final por 1 a 1 en el minuto 28 tras pase de Patricio Rubio bajo la lluvia de Asunción. Fue reemplazado en el minuto 81 por Guido Vadalá. Con este punto, la Universidad de Concepción marcha primero en su grupo con 4 puntos.

## Estadísticas

### Clubes
| Club                              | Div           | Temporada     | Liga  | Liga  | Copas nacionales | Copas nacionales | Torneos internacionales | Torneos internacionales | Total | Total |
| Club                              | Div           | Temporada     | Part. | Goles | Part.            | Goles            | Part.                   | Goles                   | Part. | Goles |
| --------------------------------- | ------------- | ------------- | ----- | ----- | ---------------- | ---------------- | ----------------------- | ----------------------- | ----- | ----- |
| Colo-Colo 'B' · Chile             | 3.ª           | 2012          | 10    | 4     | —                | —                | —                       | —                       | 10    | 4     |
| Colo-Colo 'B' · Chile             | 3.ª           | 2013          | 7     | 3     | —                | —                | —                       | —                       | 7     | 3     |
| Colo-Colo 'B' · Chile             | 3.ª           | 2013-14       | 5     | 1     | —                | —                | —                       | —                       | 5     | 1     |
| Colo-Colo 'B' · Chile             | Total club    | Total club    | 22    | 8     | 0                | 0                | 0                       | 0                       | 22    | 8     |
| Colo-Colo · Chile                 | 1.ª           | 2012          | —     | —     | 1                | 0                | —                       | —                       | 1     | 0     |
| Colo-Colo · Chile                 | 1.ª           | 2013-14       | 3     | 0     | —                | —                | —                       | —                       | 3     | 0     |
| Colo-Colo · Chile                 | 1.ª           | 2014-15       | 1     | 0     | 3                | 0                | —                       | —                       | 4     | 0     |
| San Marcos de Arica · Chile       | 1.ª           | 2015-16       | 30    | 5     | 6                | 1                | —                       | —                       | 36    | 6     |
| San Marcos de Arica · Chile       | Total club    | Total club    | 30    | 5     | 6                | 1                | 0                       | 0                       | 36    | 6     |
| Everton · Chile                   | 1.ª           | 2016-17       | 21    | 3     | 9                | 0                | 2                       | 0                       | 32    | 3     |
| Everton · Chile                   | Total club    | Total club    | 21    | 3     | 9                | 0                | 2                       | 0                       | 32    | 3     |
| Colo-Colo · Chile                 | 1.ª           | 2017          | 7     | 2     | 2                | 0                | —                       | —                       | 9     | 2     |
| Colo-Colo · Chile                 | 1.ª           | 2018          | 10    | 0     | 1                | 0                | 3                       | 0                       | 14    | 0     |
| Colo-Colo · Chile                 | Total club    | Total club    | 21    | 2     | 7                | 0                | 3                       | 0                       | 31    | 2     |
| Universidad de Concepción · Chile | 1.ª           | 2019          | 19    | 4     | 2                | 1                | 6                       | 2                       | 27    | 7     |
| Universidad de Concepción · Chile | Total club    | Total club    | 19    | 4     | 2                | 1                | 6                       | 2                       | 27    | 7     |
| Audax Italiano · Chile            | 1.ª           | 2020          | 22    | 4     | —                | —                | 4                       | 1                       | 26    | 5     |
| Audax Italiano · Chile            | Total club    | Total club    | 22    | 4     | 0                | 0                | 4                       | 1                       | 26    | 5     |
| Unión La Calera · Chile           | 1.ª           | 2021          | 30    | 2     | 2                | 0                | 2                       | 0                       | 34    | 2     |
| Unión La Calera · Chile           | 1.ª           | 2022          | 23    | 1     | 2                | 0                | 4                       | 0                       | 29    | 1     |
| Unión La Calera · Chile           | 1.ª           | 2023          | 26    | 4     | 1                | 0                | —                       | —                       | 27    | 4     |
| Unión La Calera · Chile           | Total club    | Total club    | 79    | 7     | 5                | 0                | 6                       | 0                       | 90    | 7     |
| Audax Italiano · Chile            | 1.ª           | 2024          | 6     | 0     | 0                | 0                | —                       | —                       | 6     | 0     |
| Audax Italiano · Chile            | Total         | Total         | 6     | 0     | 0                | 0                | 0                       | 0                       | 6     | 0     |
| Total carrera                     | Total carrera | Total carrera | 220   | 33    | 29               | 2                | 23                      | 3                       | 272   | 38    |
| 1. 2. 3.                          |               |               |       |       |                  |                  |                         |                         |       |       |

## Palmarés

### Campeonatos nacionales
| Título             | Equipo    | País  | Año    |
| ------------------ | --------- | ----- | ------ |
| Primera División   | Colo-Colo | Chile | 2014-C |
| Primera División   | Colo-Colo | Chile | 2017-T |
| Supercopa de Chile | Colo-Colo | Chile | 2018   |